# Monomorium dilatatum
Monomorium dilatatum är en myrart som beskrevs av Bernard 1977. Monomorium dilatatum ingår i släktet Monomorium och familjen myror. Inga underarter finns listade i Catalogue of Life.